# Безухов, Николай Иванович
Николай Иванович Безухов (1903—1969) — советский учёный в области строительной механики, заслуженный деятель науки и техники РСФСР (1959).

## Биография
Родился в Москве 15 (28) августа 1903 года.
Послужной список:
- 1919—1923 студент Московского института инженеров путей сообщения.
- август 1923 — февраль 1924 инженер по проектированию новых металлических пролётных строений мостов мостового отдела службы пути Северной железной дороги, Москва.
- февраль 1924 — декабрь 1925 инженер по проектированию и постройке новых зданий специального назначения на Государственном авиационном заводе № 1, Москва.
- октябрь 1923 — сентябрь 1931 ассистент, старший ассистент, доцент по статике сооружений в Московском институте инженеров путей сообщения а также преподавал сопротивление материалов и статику сооружений в Московской сельскохозяйственной академии имени К. А. Тимирязева.
- январь 1928 — ноябрь 1930 ответственный руководитель по курсам строительной механики и конструкций в Московском политехникуме.
- 1927—1934 — принимает участие в составлении «Технической энциклопедии» под редакцией Л. К. Мартенса, автор статей по тематике «строительная механика».[1]

- июнь 1930 — сентябрь 1938 профессор кафедры строительной механики Московского инженерно-строительного института.
- сентябрь 1931 — декабрь 1933 профессор и заведующий кафедрой Московского института инженеров нового железнодорожного строительства.
- январь 1931 — сентябрь 1939 профессор и заведующий кафедрой строительной механики Московского автодорожного института имени В. М. Молотова.

С апреля 1939 года — начальник кафедры сопротивления материалов Артиллерийской академии имени Ф. Э. Дзержинского и по совместительству с сентября 1939 по январь 1941 года — профессор Всесоюзной академии железнодорожного транспорта.
С 1961 года — профессор кафедры прикладной механики Военной Академии имени Ф. Э. Дзержинского.
Специалист в области строительной механики и сопредельных наук (механика стержневых систем, динамика сооружений, механика сыпучих сред, теория пластической деформации, динамика деформируемых сред).
Лично спроектировал свыше 20 крупных инженерных сооружений (металлические мосты, железобетонные ангары, подземные сооружения, здания специального назначения).
Работал в области артиллерийских вооружений и проектирования боеприпасов (их прочностное проектирование).
Доктор технических наук (1938), профессор. Член-корреспондент Академии артиллерийских наук с 14 апреля 1947 года по отделению № 3.
Автор более 200 научных статей, книг и учебных пособий.
Заслуженный деятель науки и техники РСФСР (1959). Награждён орденами Ленина, Трудового Красного Знамени, Красной Звезды и медалями.
Умер 8 июля 1969 года, похоронен на Ваганьковском кладбище (9 участок).

## Сочинения
- Приложение методов теории упругости и пластичности к. — Москва, 1974.
- Сборник задач по теории упругости и пластичности [Текст] : [Для втузов]. — Москва : Гостехиздат, 1957. — 286 с. : черт.; 20 см.
- Основы теории упругости, пластичности и ползучести [Текст] : [Учебник для втузов]. — Москва : Высш. школа, 1961. — 537 с. : ил.; 22 см.
- Основы теории упругости, пластичности и ползучести [Текст] : [Учебник для втузов]. — 2-е изд., испр. и доп. — [Москва] : [Высш. школа], [1968]. — 512 с. : ил.; 22 см.
- Примеры и задачи по теории упругости, пластичности и ползучести [Текст] : [Учеб. пособие для студентов втузов]. — Москва : Высш. школа, 1965. — 320 с. : черт.; 22 см.
- Теория упругости и пластичности [Текст] : [Учебник для высш. техн. учеб. заведений]. — Москва : Гос. изд-во техн.-теорет. лит., 1953. — 420 с. : ил.; 23 см.
- Подпорные стенки / Н. И. Безухов. — 2-е изд. — Москва ; Ленинград : Гос. изд-во, 1930. — 103 с. вкл. ил., 1 л. черт.; 24 см. — (Примеры расчета и конструирования инженерных сооружений).
- Подпорные стенки… / Н. И. Безухов. — Москва ; Ленинград : Гос. изд-во, 1929 (М. : тип. «Красный пролетарий».). — 104 с., 1 вклад. л. черт. : черт., граф.; 24х16 см. — (Примеры расчета и конструирования инженерных сооружений).
- Подпорные стенки… [Текст] / Н. И. Безухов. — 3-е изд. — Москва ; Ленинград : Гос. изд-во, 1931 (М. : тип. "Красный пролетарий). — 95 с., 1 вкл. л. черт. : черт.; 24х16 см. — (Примеры расчета и конструирования инженерных сооружений).
- Статически неопределимые сплошные системы… / Н. И. Безухов. — Москва ; Ленинград : Гос. изд-во, 1930 (М. : 1-я Образцовая тип.). — 176 с. : черт.; 24х16 см. — (Задачи и примеры по теории сооружений/ Под ред. проф. И. П. Прокофьева; Вып. 2).
- Внутренние силы и деформации ферм [Текст] : Задачи и примеры по теории сооружений / Проф. Н. И. Безухов. — Москва ; Ленинград : Госстройиздат, 1933. — 162, [2] с. : черт.; 22 см.
- Статически неопределимые сплошные системы [Текст] : Примеры и упражнения по теории сооружений / Проф. Н. И. Безухов. — 2-е изд., перераб. и доп. — Москва ; Ленинград : Госстройиздат, 1932 (М. : тип. «Образцовая»). — Переплет, 216 с. : черт.; 23х16 см.
- Статически неопределимые системы [Текст] : Примеры и упражнения по теории сооружений : Утв ГУУЗ НКТП в качестве учеб. пособия для строит. втузов / Проф. Н. И. Безухов. — 3-е изд., перераб. и доп. — Москва ; Ленинград : Госстройиздат, 1934 (Л. : тип. им. Бухарина). — Обл., 280 с. : черт.; 23х15 см.
- Теория сыпучих тел [Текст] : Примеры и упражнения по теории сооружений : Утв ГУУЗ НКТП в качестве учеб. пособия для строит. втузов / Проф. Н. И. Безухов. — 3-е изд., перераб. и доп. — Москва ; Ленинград : Госстройиздат, 1934 (Л. : тип. им. Бухарина). — Обл., 105, [2] с. : черт.; 23х15 см.
- Строительная механика [Текст] : Ком-том по высш. техн. образ. при ЦИК СССР допущено к изд. в 1933 г. в качестве учебника для строит. втузов и техникумов / Проф. Н. И. Безухов. — Москва ; Ленинград : Госстройиздат, 1933 (Л. : тип. им. Евг. Соколовой). — 2 т.; 23х16 см.
- Устойчивость и динамика сооружений в примерах и задачах [Текст] : [Учеб. пособие для вузов] / Н. И. Безухов, О. В. Лужин. — Москва : Госстройиздат, 1963. — 371 с. : черт.; 27 см.
- Приложение методов теории упругости и пластичности к решению инженерных задач [Текст] : [Учеб. пособие для втузов] / Н. И. Безухов, О. В. Лужин. — Москва : Высш. школа, 1974. — 200 с. : черт.; 22 см.
- Устойчивость и динамика сооружений в примерах и задачах : / Н. Безухов, О. Лужин, Н. Колкунов. — М. : Мир, Б. г. (1990). — 308 с. : ил.; 22 см; ISBN 5-03-001736-4 (В пер.)
- Teoria elasticităţii şi a plasticităţii [Текст] : Trad. din limba rusă / N. I. Bezuhov. — Bucureşti : Ed. tehnică, 1957. — 508 с. : ил.; 21 см.
- Culegere de probleme din teoria elasticităţii şi a plasticităţii [Текст] : Trad. din limba rusă / N. I. Bezuhov. — Bucureşti : Ed. tehnică, 1960. — 252 с. : ил.; 21 см.
- Динамика сооружений в примерах и задачах [Текст] / проф. Н. И. Безухов, д-р техн. наук. — [Москва] : Стройиздат, 1947 (Тип. № 2). — 200 с. : черт.; 23 см.
- Статика сооружений… [Текст] / Н. И. Безухов проф. Моск. высш. строит. ин-та. — Москва ; Ленинград : Огиз — Гос. науч.-техн. изд-во, 1931. — 216 с. : черт.; 24 см.
- Устойчивость и динамика сооружений в примерах и задачах [Текст] : [Учеб. пособие для втузов] / Н. И. Безухов, О. В. Лужин, Н. В. Колкунов. — 2-е изд., перераб. и доп. — Москва : Стройиздат, 1969. — 424 с. : черт.; 27 см.
- Введение в теорию упругости и пластичности [Текст] / Н. И. Безухов, чл.-кор. ААН проф. д-р техн. наук. — Москва ; Ленинград : Стройиздат, 1950 (Ленинград : тип. им. Евг. Соколовой). — 248 с. : черт.; 23 см.
- Рамные конструкции [Текст] : Расчет и конструирование / Н. И. Безухов, проф. Моск. высш. строит. ин-та (Учеб.-строит. комбината). — Москва ; Ленинград : Огиз — Гос. науч.-техн. изд-во, 1931 (Л. : тип. «Красный печатник»). — 1 т.; 23х15 см.
- Teoria sprężystości i plastyczności [Текст] / N. I. Biezuchow ; Tłum. Jerzy Wianecki. — Warszawa : Państw. wyd-wo naukowe, 1957. — 561 с. : ил.; 20 см.
- Bevezetés a rugalmasságtanba és a képlékenységtanba [Текст] / N. I. Bezuhov ; A ford.: Csellár Ödön munkája. — Budapest : Tankönyvkiadó, 1952. — 226 с. : ил.; 24 см. — (Egyetemi tankönyv).